# Liste der Ständigen Vertreter Frankreichs bei der NATO
Liste der ständigen Vertreter Frankreichs bei der Organisation des Nordatlantikvertrags (NATO) in Brüssel.

## Ständige Vertreter
- 1952–1954: Hervé Alphand
- 1954–1955: Maurice Couve de Murville
- 1955–1956: Alexandre Parodi
- 1957–1958: Étienne de Crouy-Chanel
- 1958–1959: Georges Chordon de Courcel
- 1959–1962: Pierre de Leusse
- 1962–1965: François Seydoux de Clausonne
- 1965–1967: Pierre de Leusse
- 1967–1968: Roger Seydoux de Clausonne
- 1968–1970: Jacques Kosciusko-Morizet
- 1970–1975: François de Tricornot de Rose
- 1975–1979: Jacques Tin
- 1979–1981: Claude Arnaud
- 1982–1984: Jean-Marie Mérillon
- 1985–1987: Gilles Curien
- 1987–1993: Gabriel Robin
- 1993–1995: Jacques Blot
- 1995–1998: Gérard Errera
- 1998–2001: Philippe Guelluy
- 2001–2005: Benoît d’Aboville
- 2005–2008: Richard Duqué
- 2008–2011: Pascale Andréani
- 2011–2013: Philippe Errera
- 2013–2016: Jean-Baptiste Mattéi
- 2016–2019: Hélène Duchêne
- seit 2019: Muriel Domenach